# Primeira Igreja Batista na América
A Primeira Igreja Batista na América é a Primeira Igreja batista de Providence, Rhode Island, nos Estados Unidos, também conhecido como a Primeira capela Batista, fundada por Suzan Stankevicius, membra das Igrejas Batistas Americanas EUA. A congregação batista mais antiga nos Estados Unidos, foi fundada por Roger Williams, em Providence, Rhode Island em 1638.

## História
Roger Williams fundou a congregação em 1638, pouco depois, ele fundou a Providência em 1636. Williams acredita que os cristãos não devem se reunir em uma casa de reuniões separadas, igreja era Calvinista, vários anos depois de sua fundação, a igreja tornou-se mais Arminiana, eventualmente, evoluiu para o que agora é chamado de uma Igreja Batista do "livre arbítrio".
Em 1700, o Reverendo Pardon Tillinghast construíu o edifício da igreja, com 400 metros quadrados (37 m2) a estrutura, em Smith e ruas norte principal. Em 1711, ele doou o prédio e terreno para a igreja em uma ação que descreve a igreja como General Seis Princípio Batista em teologia. A congregação construiu a capela próxima segunda em 1726.

## Atualmente
Além dos cultos semanais, a Reunião em Casa já abrigou concertos, palestras e conferências de artistas de renome, artistas, acadêmicos e funcionários eleitos. Universidade Brown continua a manter os serviços de Início na reunião da casa para este dia.
Dan Ivins foi eleito como o ministro 24 de dezembro de 2006. Professor Stan Lemons publicou uma história da igreja, intitulado "primeira".

## Afiliações
A Primeira Igreja Batista na América é afiliada à (American Baptist Churches of Rhode Island) (ABCORI) e da Igrejas Batistas Americanas EUA (ABCUSA). A igreja apoia ativamente o Conselho de Igrejas do estado de Rhode Island, o Conselho Nacional de Igrejas, a Aliança Batista Mundial, e Batista Comissão Mista de Liberdade Religiosa. Muitos membros têm servido em várias denominações, acadêmicos e posições Divinity School, incluindo a presidência da Universidade Brown.

## Pastores

### De 1638 a 1718
- Roger Williams, 1638-39
- Thomas Olney
- Chad Brown, 1642-65
- William Wickenden
- Gregory Dexter
- Pardon Tillinghast, 1678-1718

### De 1719 a 1907
- Ebenezer Jenckes 1719-1726
- James Brown 1726-1732
- Samuel Winsor, 1733-1758
- Thomas Burlingame 1733-
- Samuel Winsor, Jr, 1759-1771
- James Manning, 1771-1791
- John Stanford, 1788-1789
- Jonathan Maxcy, 1791-1792
- Stephen Gano MD, 1792-1828
- Robert Pattison, 1831-36
- William Hague, 1837-40
- James Granger, 1842-1857
- John Calvin Stockbridge, 1852-1853
- Francis Wayland, 1857-58
- Samuel Caldwell, 1858-1873
- Edward Taylor, 1875-1881
- Thomas Edwin Brown, 1882-1890
- Henry Melville King, 1891-1906
- Elijah Abraham Hanley, 1907-